# Mohamed Hadi
Mohamed Hadi, né le 25 novembre 1951, est un homme politique algérien. Membre du Front de libération nationale, il est député de la deuxième circonscription électorale de la wilaya de Chlef au cours de la troisième législature (1987-1992).